# 南昌瑶湖机场
南昌瑶湖机场为江西洪都航空工业集团的测试机场，2018年8月16日建成，取代南昌青云谱机场。该机场面积60000平方米，有一条3600米长的跑道。该机场将用于C919客机的测试飞行。